# Rue de Châtenay
La rue de Châtenay est une voie de la commune française d'Antony dans les Hauts-de-Seine. Elle suit la route départementale 67.

## Situation et accès

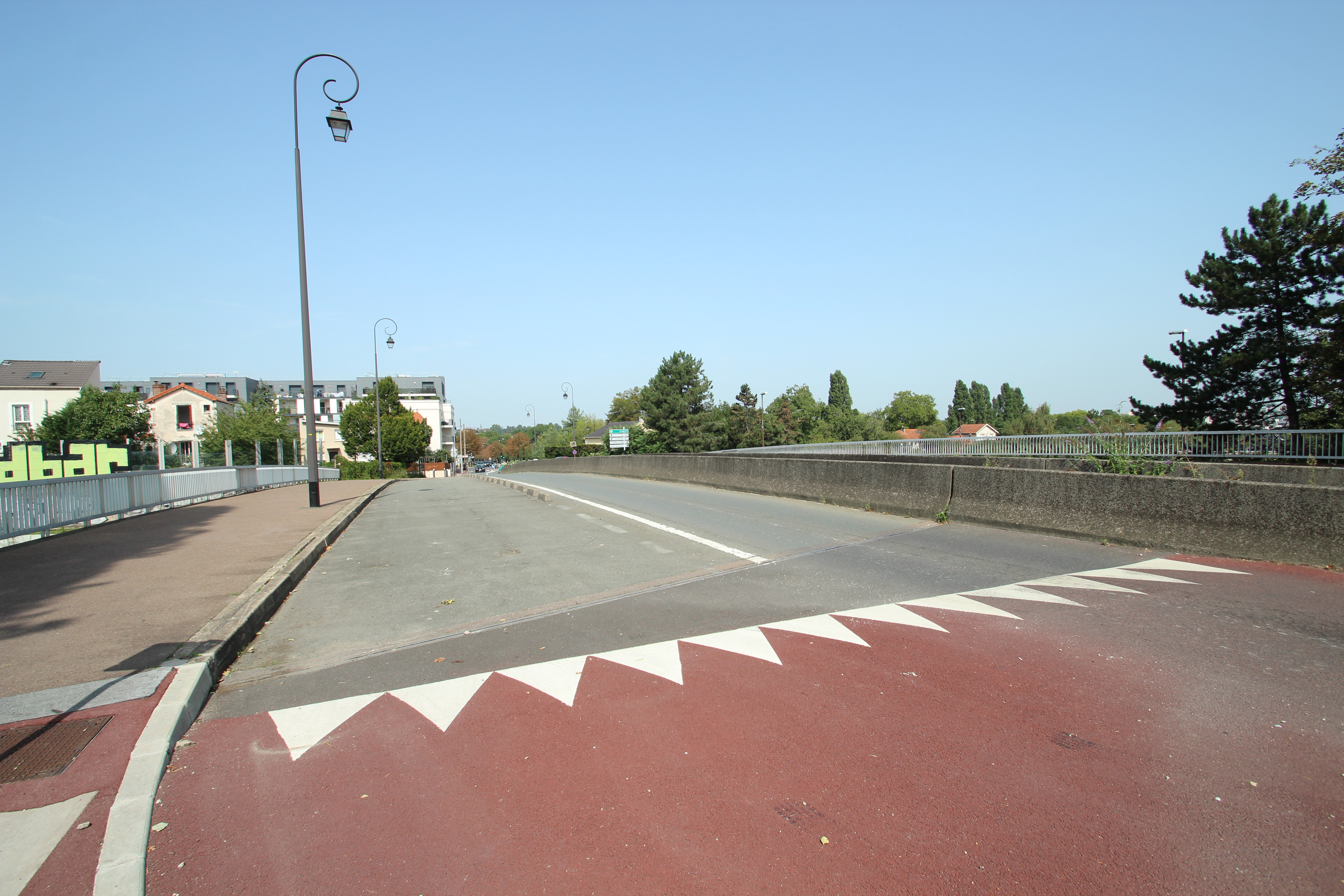
Franchissement de la A86 en 2017.

La rue de Châtenay , orientée du nord-ouest au sud-est, commence son tracé au carrefour de l'Europe, où se croisent l'avenue Sully-Prudhomme, l'avenue du Général-de-Gaulle et l'avenue de la Division-Leclerc.
Elle passe au-dessus de l'autoroute A86, anciennement route nationale 385 à cet endroit.
Elle se termine au carrefour de la Résistance-et-de-la-Déportation, lieu de rencontre de l'avenue du Bois-de-Verrières, de l'avenue Léon-Blum et de la rue Maurice-Labrousse.

## Origine du nom

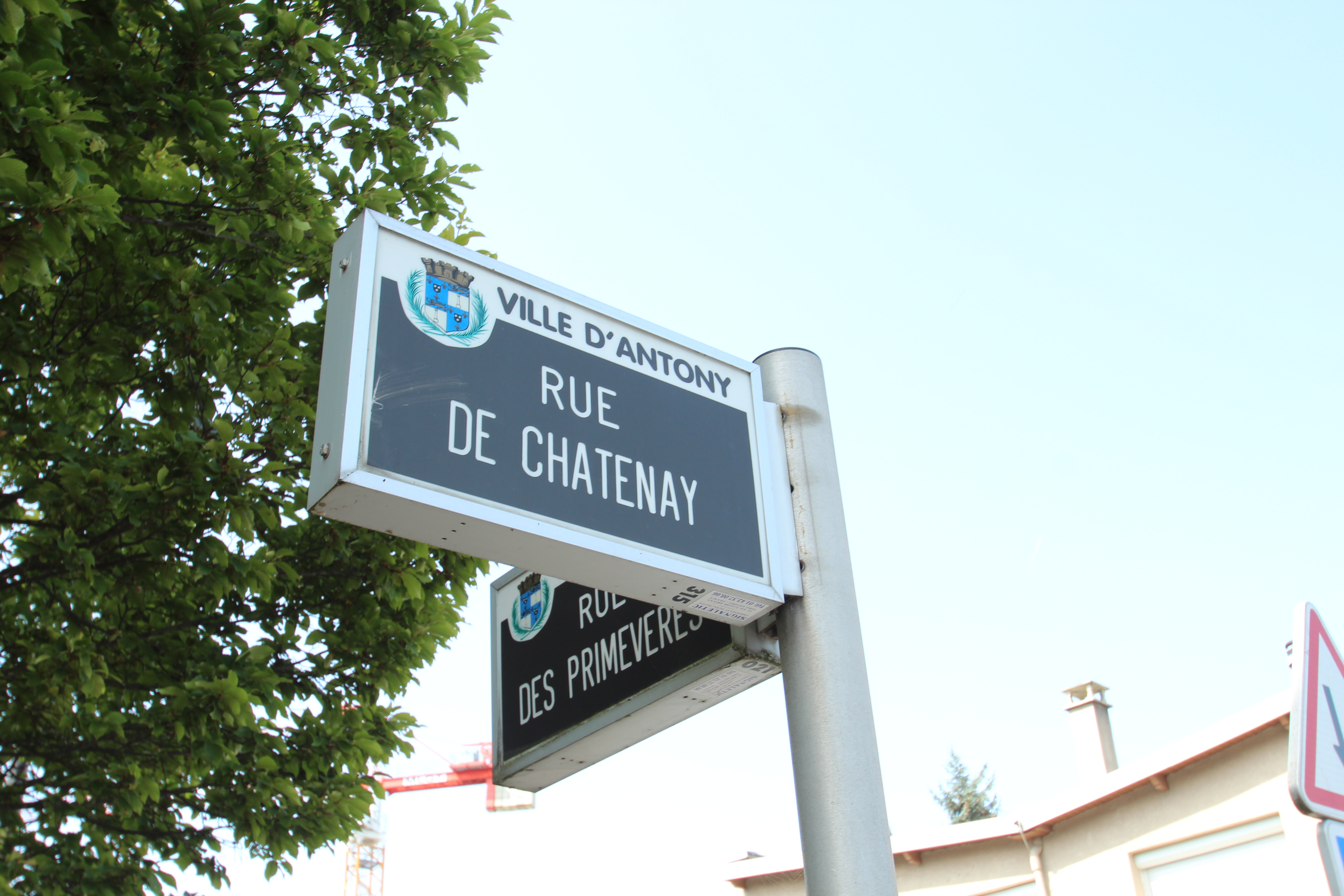
Rue de Châtenay à Antony, 2017.

Cette rue tient son nom de la ville de Châtenay-Malabry qu'elle joint au cœur historique de la ville d'Antony.
Cette rue porte ce nom depuis le carrefour des Quatre-Chemins (angle de l'avenue Léon-Blum et de l'avenue du Bois-de-Verrières, aujourd'hui appelé carrefour de la Résistance-et-de-la-Déportation). Elle a changé de nom plusieurs fois. Au XVIIIe siècle, elle est nommée rue du Moulin-de-la-Tour ; en 1792, rue des Plâtrières. Ces deux appellations s'expliquent : un moulin à vent dépendant du fief de la Tour d'Argent construit en 1708 à l'emplacement actuel du nouveau cimetière à la limite avec Châtenay ; quant aux plâtrières, l'exploitation des carrières de plâtre était très importante dans une surface formant un triangle entre l'avenue du Général-de-Gaulle, l'avenue Léon-Blum et la rue de Châtenay. Une soixantaine de carriers travaillaient dans ces plâtrières à la veille de la Révolution. Pendant longtemps, les terrains étaient réputés inconstructibles. Les techniques modernes ont eu raison de cet inconvénient, mais il n'est pas rare que des fondis s'ouvrent.

## Historique

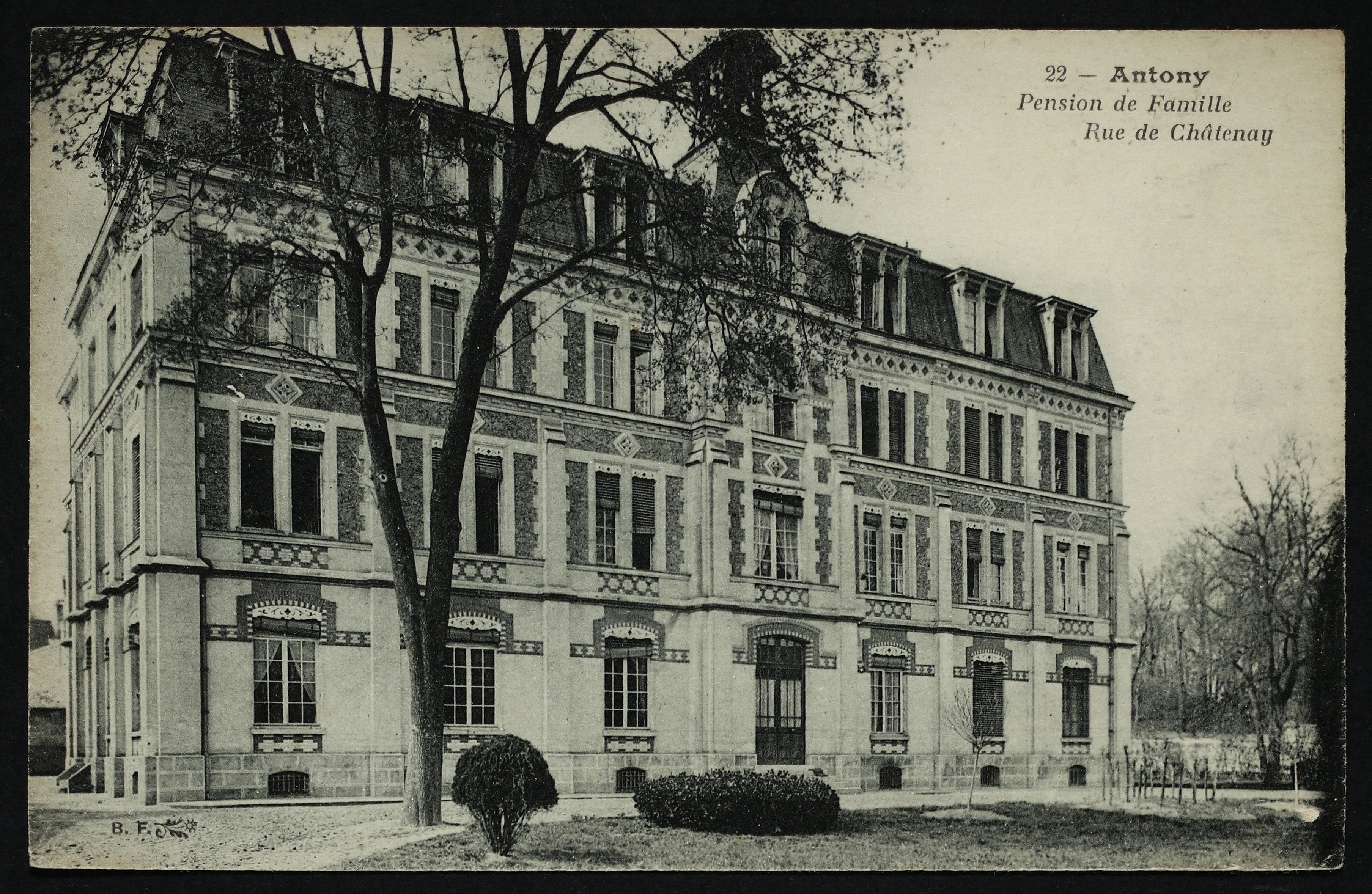
Pension de famille, rue de Châtenay, dans les années 1900.

Cette voie était jadis le chemin no 43 du pont d'Antony à Châtenay, qui faisait partie du chemin vicinal de grande communication no 67, de Châtenay à Fresnes. Elle était déjà pavée à la fin du XIXe siècle, et prit son nom actuel au début du XXe siècle.
Elle s'étendait avant-guerre plus au sud-est, sur la rue Maurice-Labrousse et allait jusqu'au carrefour de la rue de l'Abbaye et du boulevard Pierre-Brossolette. 
Cette voie de circulation a été classée dans la voirie urbaine le 13 juin 1928 puis le 21 juillet 1937 à l'issue des travaux.

## Bâtiments remarquables et lieux de mémoire
La rue est bordée sur son côté impair par les grands immeubles de la résidence du no 49, puis par le cimetière ; sur son côté pair par quelques maisons anciennes, par de nouveaux pavillons et par le nouveau cimetière.
L'ancien cimetière a été ouvert en 1820.